# سوزان بيي
سوزان بيي (بالإنجليزية: Susan Bee)‏ هي رسامة أمريكية، ولدت في 14 يناير 1952 في نيويورك في الولايات المتحدة.